# Najwspanialsza gra w dziejach
Najwspanialsza gra w dziejach – film sportowo-biograficzny produkcji USA wyreżyserowany przez Billa Paxtona w 2005 roku. Opowiada o młodości golfisty-amatora, Francisa Quimeta, żyjącego na przełomie XIX/XX wieku. W głównej roli wystąpił Shia LaBeouf, natomiast towarzyszyli mu m.in. Stephen Dillane, Stephen Marcus, Elias Koteas oraz Josh Flitter. Swoją światową premierę film ten miał 30 września 2005.

## Fabuła
Francis jest młodym chłopcem z biednej rodziny, który pasjonuje się grą w golfa, a wszystko to za sprawą wybudowanego obok jego domu pola golfowego. Pasji Francisa nie podziela jego ojciec, który uważa, że młodzian powinien iść do szkoły, a potem znaleźć dobrą pracę, aby utrzymać rodzinę, a nie tracić czasu na grę, która nie da mu nic poza satysfakcją ze zwycięstwa. Po zaproponowaniu Francisowi udziału w turnieju juniorów, którego zwycięzca przechodzi do US Open, Francis musi dokonać wyboru między szacunkiem ojca a szansą na spełnienie swoich marzeń.
Znaczna część filmu przedstawia mistrzostwa, które rozegrały się w 1913 r. Francis DeSales Ouimet wystartował w nich przeciwko swojemu idolowi Harry’emu Vardonowi (Stephen Dillane), który bronił tytułu. Ich niesamowita rywalizacja przeszła do historii sportu jako najwspanialszy mecz golfa, jaki kiedykolwiek rozegrano.

## Obsada
- Shia LaBeouf – Francis Ouimet
- Stephen Dillane – Harry Vardon
- Marnie McPhail – Mary Ouimet
- Robin Wilcock – Bernard Darwin
- Peter Firth – Lord Northcliffe
- Michael Sinelnikoff – Lord Bullock
- Peyton List – Sarah Wallis
- Nicolas Wright – Phillip Wainwright
- Max Kasch – Freddie Wallis